# WWT ロンドン・ウェットランド・センター
WWT ロンドン・ウェットランド・センターは、野禽湿地トラスト(en:Wildfowl and Wetlands Trust)の管理する湿地保護区。
イングランドのロンドン南西部のリッチモンド・アポン・テムズ区のバーンズ地区内にあり、バーン・エルムズ(en:Barn Elms)という公園が隣接する。
テムズ川の湾曲部に密集する、ヴィクトリア時代に設けられ後に使用されなくなった四面の貯水池からなる。
2000年に開園し、2002年に29.9ヘクタールの領域が「バーン・エルムズ・ウェットランド・センター」(Barn Elms Wetland Centre)として学術研究上重要地域(en:SSSI)に指定された。

ロンドンの他の場所で目撃されることのない多くの野鳥がこのセンターで営巣している。
中でもオカヨシガモとハシビロガモの生息数はイギリス全土の水準から見ても著しく多い。この他にもサンカノゴイ・オナガガモ・タゲリ・クイナ・ワカケホンセイインコ・ハイタカ・ショウドウツバメ・カワセミ・カイツブリ・カンムリカイツブリなどの野鳥が生息している。
このセンターは捕獲した野鳥のコレクションを保有してもいる。
このセンターは、イギリスの湿地の動物保護に関する講座や催し物を定期的に主催している。
さらにロンドン地区の驚くべきものの1つとして2005年にBBCのテレビ番組 en:Seven Natural Wonders で特集された。
そのとき、ビル・オッディが司会したエピソードでこの地域のインコを中心にして特集された。
大きな来訪者向けの建物を有しており、結婚式会場としてときどき使われている。
2012年、ロンドン・ウェットランド・センターは、BBCカントリーファイルマガジン賞のイギリス最優秀自然保護区部門に読者投票で選出された。
入場料はギフトエイド(慈善団体への寄付料金)込みで大人14.3ユーロである。

## 画像集

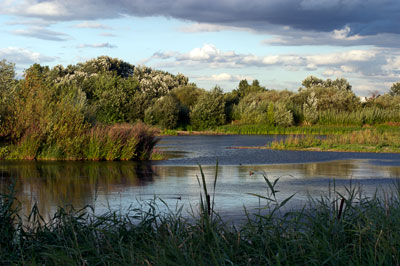
ロンドン・ウェットランド・センターの保護された池
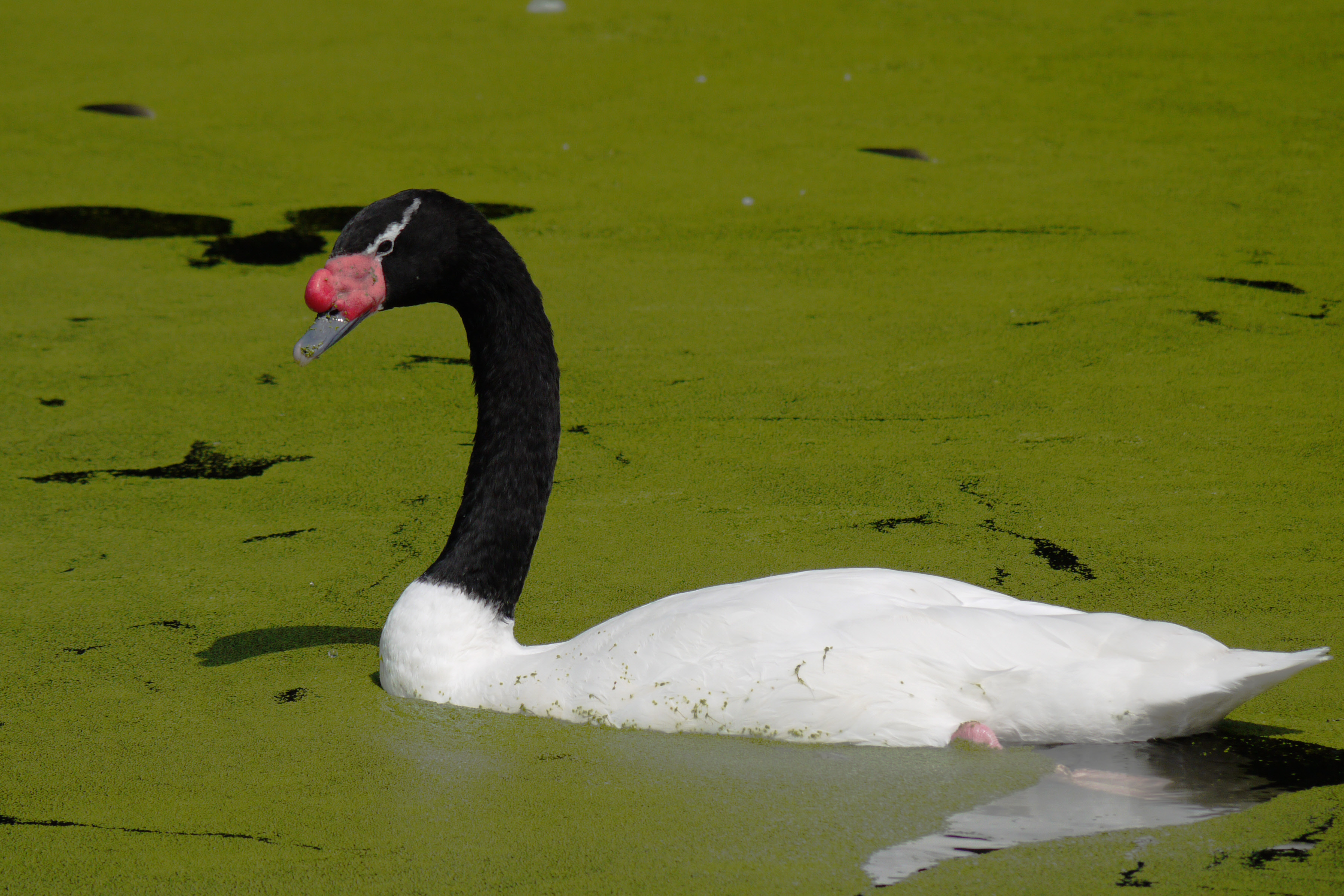
ロンドン・ウェットランド・センターのクロエリハクチョウ
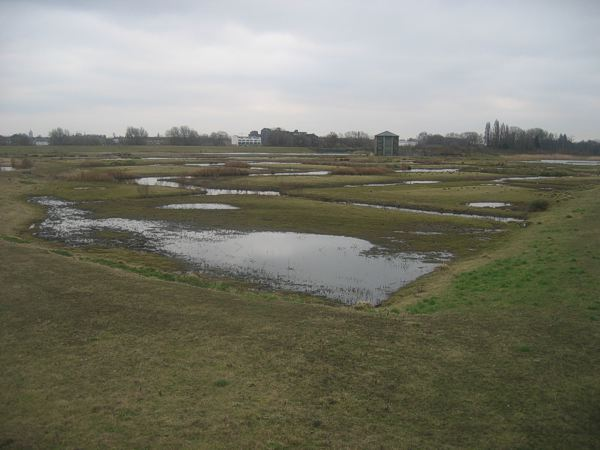
WWT ロンドン・ウェットランド・センター
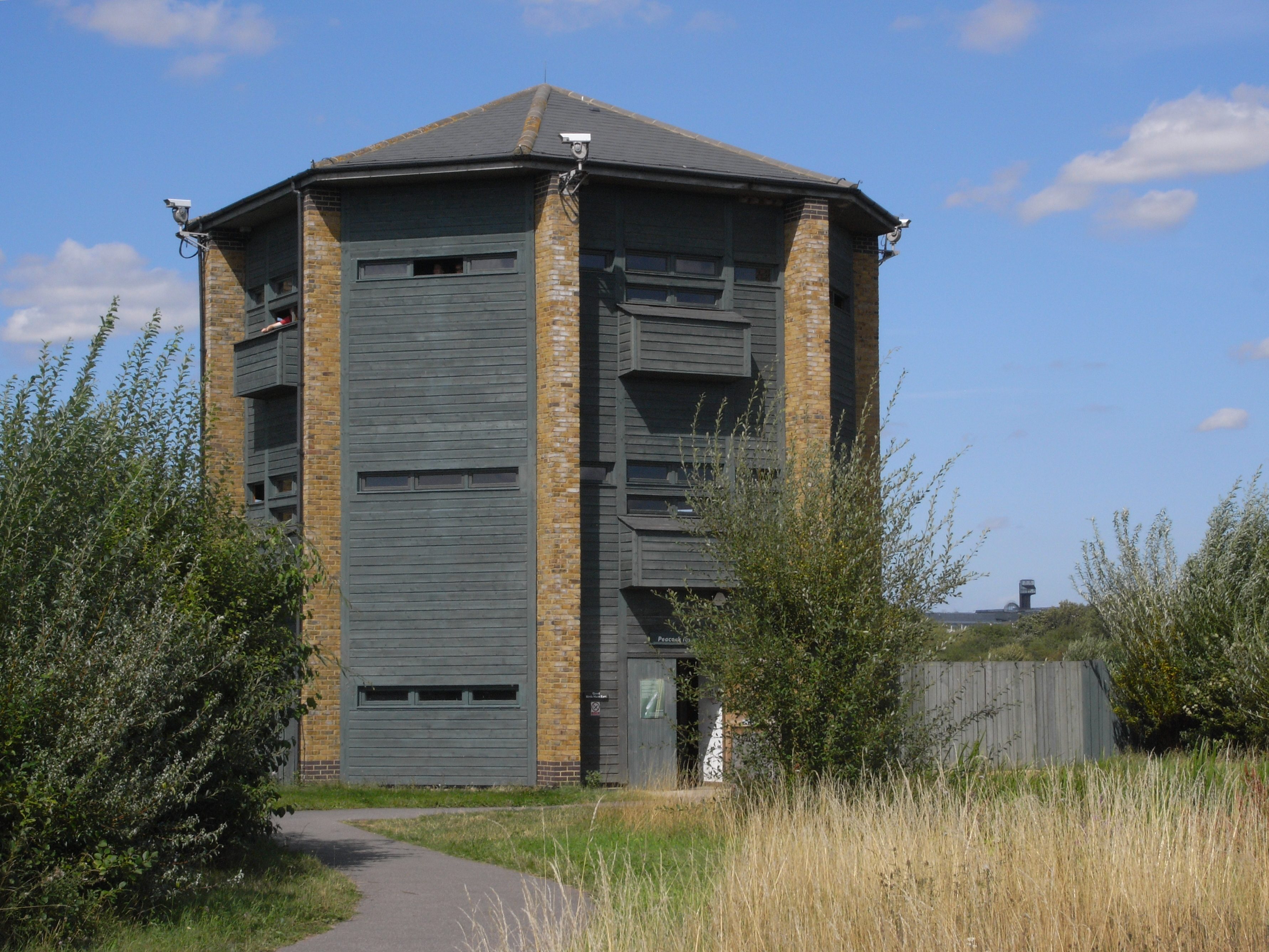
ロンドン・ウェットランド・センターの「クジャク塔」(Peacock Tower)
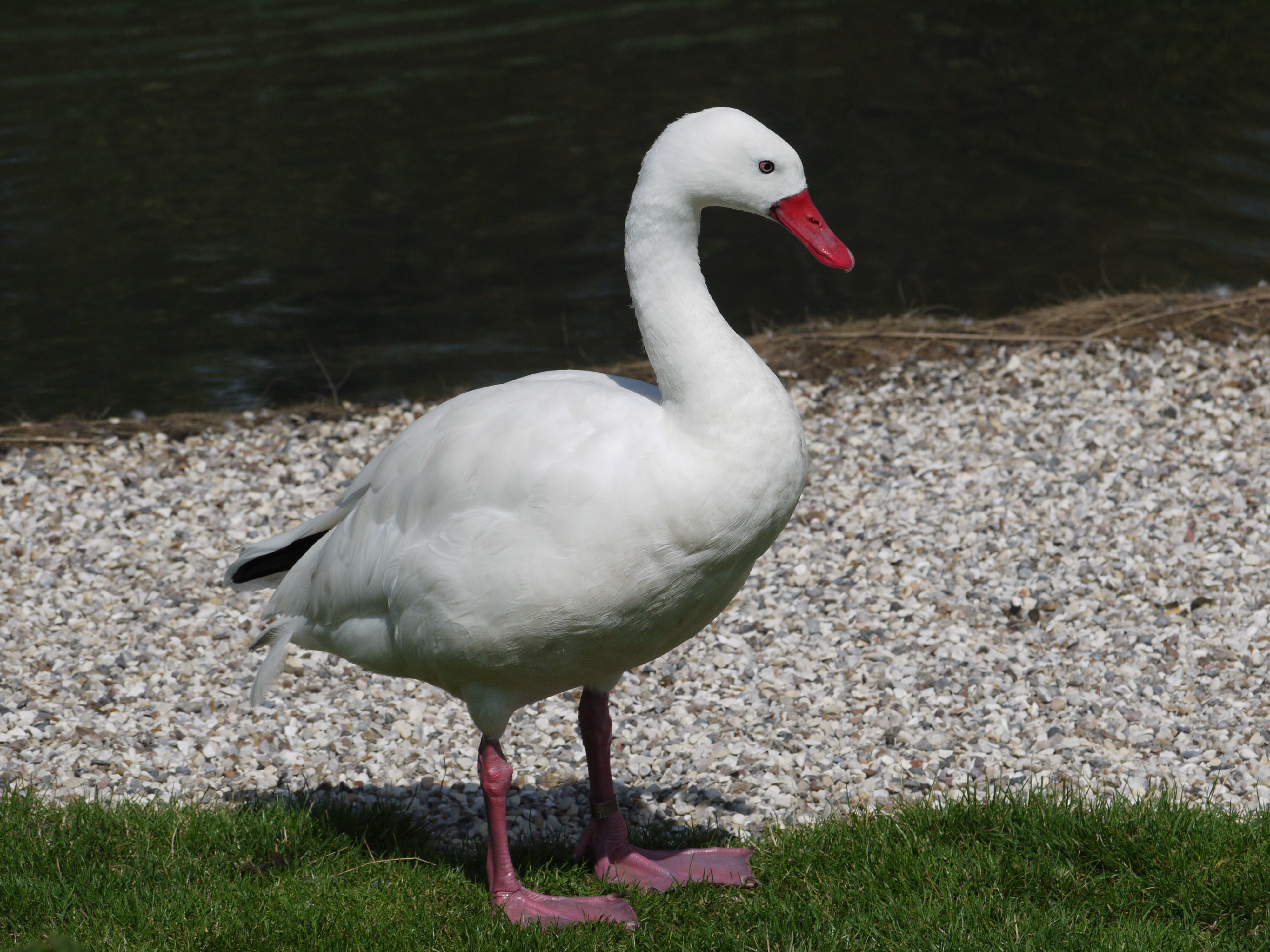
ロンドン・ウェットランド・センターのカモハクチョウ
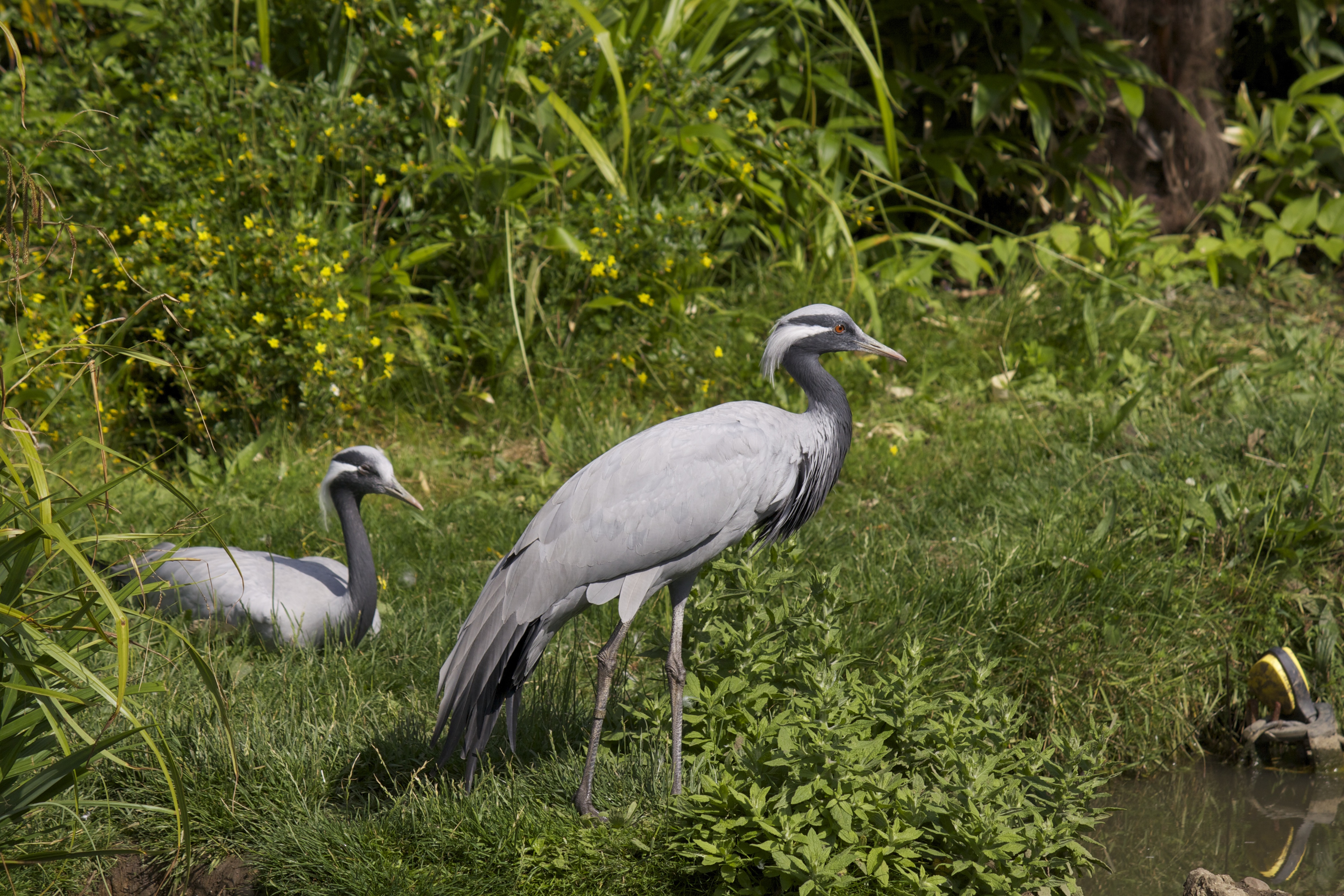
ロンドン・ウェットランド・センターのアネハヅル